# Ratio de Sharpe
La ratio de Sharpe (también conocido como el índice de Sharpe, la medida de Sharpe y la relación recompensa-variabilidad), debida a William Forsyth Sharpe, de la Universidad Stanford, es una medida del exceso de rendimiento por unidad de riesgo de una inversión. La cantidad se define como:
{\displaystyle S={\frac {{\textsf {E}}[R-R_{f}]}{\sigma }}},
donde {\displaystyle R} es el rendimiento de la inversión en cuestión; {\displaystyle R_{f}} es el rendimiento de una inversión de referencia, como por ejemplo la tasa de interés libre de riesgo; {\displaystyle {\textsf {E}}[R-R_{f}]} es el valor esperado del exceso de rendimiento de inversión comparado con el retorno de la inversión de referencia y {\displaystyle \sigma ={\sqrt {\mathrm {Var} [R-R_{f}]}}} es la desviación estándar (volatilidad) del exceso de rendimiento de la inversión. 
Nótese que, debido a que {\displaystyle R_{f}} es el rendimiento libre de riesgo, entonces su volatilidad es constante a lo largo del periodo, por lo que concluimos que {\displaystyle {\sqrt {\mathrm {Var} [R-R_{f}]}}={\sqrt {\mathrm {Var} [R]}}}. 
En su revisión de 1994, Sharpe contempló que la tasa de interés libre de riesgo cambia a lo largo del tiempo. 
La definición anterior a esta revisión era {\displaystyle S={\frac {{\textsf {E}}[R]-R_{f}}{\sigma }}} asumiendo que {\displaystyle R_{f}} fuera constante.
La ratio de Sharpe se utiliza para mostrar hasta qué punto el rendimiento de una inversión compensa al inversor por asumir riesgo en su inversión.
Cuando se comparan dos inversiones, cada una con un determinado rendimiento esperado {\displaystyle {\textsf {E}}[R]} contra el rendimiento del activo de referencia {\displaystyle R_{f}}, la inversión con la ratio de Sharpe más alta proporciona mayor rendimiento para un mismo nivel de riesgo. Los inversionistas suelen inclinarse por inversiones que tengan una ratio de Sharpe alta.
La ratio de Sharpe, junto con otras como la ratio de Treynor y la alfa de Jensen se utilizan con frecuencia para medir el comportamiento de los activos de una cartera o para comparar la eficacia de distintos gestores de fondos de inversión u otros activos.
Sharpe se refirió a esta ratio inicialmente como ratio recompensa-variabilidad (reward-to-variability ratio en inglés), antes de que se popularizara posteriormente la denominación ratio de Sharpe entre los profesionales de las finanzas y los académicos. 

## Ejemplos
Supóngase una inversión con una tasa de retorno esperada de un 15% más que la tasa libre de riesgo. Como normalmente se ignora el retorno que va a tener la inversión, supóngase el riesgo de la inversión, definido como la desviación típica del retorno de la inversión, en un 10%. La tasa de interés libre de riesgo {\displaystyle R_{f}} es constante. La ratio de Sharpe (usando la definición antigua) será de {\displaystyle {\frac {R-R_{f}}{\sigma }}={\frac {0,15}{0,10}}=1,5}.